# Hylopachyiulus corylorum
Hylopachyiulus corylorum är en mångfotingart som först beskrevs av Karl Wilhelm Verhoeff 1908.  Hylopachyiulus corylorum ingår i släktet Hylopachyiulus och familjen kejsardubbelfotingar. Inga underarter finns listade i Catalogue of Life.